# Forcella di Monte Rest
Il Passo Rest (detta anche Forcella di Monte Rest - 1.052 m s.l.m.) è un valico alpino delle Prealpi Carniche, in Friuli-Venezia Giulia, soggetto a chiusura invernale, che collega l'alto Friuli occidentale
(Tramonti di Sopra - Val Tramontina), ex Provincia di Pordenone a sud con la bassa Carnia (Priuso - Alta Val Tagliamento - ex provincia di Udine) a nord attraverso la Strada statale 552 del Passo Rest.

## Descrizione
Sovrastato a est dal Monte Rest (1.780 m s.l.m. - catena Valcalda-Verzegnis), il valico divide le Prealpi Carniche occidentali da quelle orientali. Il tracciato si inerpica a sud a partire da Tramonti di Sopra con 26 tornanti, strada stretta e forti pendenze nell'ultimo tratto, mentre nel lato carnico presenta un tracciato altrettanto tortuoso - con 10 tornanti - e stretto all'ombra di una fitta boscaia, fino a raggiungere nel fondovalle l'ampio greto sassoso del fiume Tagliamento (non molto lontano dalle sue sorgenti localizzate ad ovest presso il Passo Mauria, nel comune di Forni di Sopra/Lorenzago di Cadore) e la forcella di Priuso. Nel 2020 ha visto il passaggio del Giro d'Italia 2020 nella tappa Rivolto-Piancavallo, dal versante di Priuso in discesa verso Tramonti. Nel 2021 il Giro è passato nuovamente sul passo nella tappa Cittadella-Monte Zoncolan salendo da Tramonti.